# Pharmacie À l'Ange blanc
La pharmacie À l'Ange blanc (Apotheke zum weißen Engel) est une pharmacie de style Art nouveau caractéristique de la Sécession viennoise (Sezessionsstil ou Wiener Secession) édifiée par les architectes Oskar Laske et Viktor Fiala à Vienne en Autriche.
Sa façade est l'un des exemples les plus décoratifs de l'utilisation d'éléments figuratifs de style Art nouveau dans l'ornementation de façades de bâtiments résidentiels et commerciaux à Vienne, et est un exemple rare de décoration inspirée par l'enseigne d'une pharmacie.

## Localisation
La pharmacie À l'Ange blanc se dresse au numéro 9 de la Bognergasse, dans l'arrondissement Centre-Ville de Vienne (Innere Stadt), à quelques centaines de mètres au nord-ouest de la cathédrale Saint-Étienne. Sa façade arrière se dresse au numéro 10 de la Naglergasse.

## Historique
La pharmacie a peut-être été fondée vers 1440, et au plus tard en 1568. Le premier propriétaire de la pharmacie pourrait avoir été Ulrich (Udalricus) Vogler, de 1441 à 1470. Au fil des siècles, une petite trentaine de pharmaciens lui ont succédé, dont les noms sont connus sauf deux exceptions.
La première mention de l'enseigne « Album ad angelum » ou « Apud album angelum » apparaît en 1588.
La pharmacie a connu de nombreux emplacements différents au fil des siècles :
- 1568-1572 : Lichtensteg 3
- 1616-1625 : Färbergasse, sous l'enseigne « Parmi les plombiers »
- 1625-1635 : Bognergasse (près de la Peilertor)
- 1725-1807 : Kohlmarkt (près de la Peilertor)
- 1808-1891 : Am Hof 6 (ancien institut de crédit pour le commerce, Credit-Anstalt für Handel und Gewerbe)
- depuis 1891 : Bognergasse 9 / Naglergasse 10

Elle a également porté de nombreuses enseignes différentes au fil du temps, mais toujours en relation avec un ange :
- 1588 : « Album ad angelum » ou « Apud album angelum »
- 1591 : « Ad signum albi angeli »
- 1595–1824 : « Bey dem weissen Engel »
- 1824–1838 : « Meißl’s Apotheke Zum Engel »
- 1838–1860 : « Zum Engel »
- depuis 1860 : « Zum weißen Engel »

En 1890, Caroline Haubner décide de déménager sa pharmacie vers une maison située au numéro 13 de la Bognergasse (aujourd'hui numéro 9) : le déménagement est effectif en 1891.
En 1901, le bâtiment de la Bognergasse est détruit pour céder la place à un édifice de style Art nouveau caractéristique de la Sécession viennoise (Sezessionsstil ou Wiener Secession) édifiée par les architectes Oskar Laske et Viktor Fiala ; durant les travaux (1901-1902), la pharmacie emménage temporairement dans une maison située au numéro 10 de la Goldschmiedgasse.

## Architecture
L'immeuble de cinq étages, dans lequel la fonction résidentielle est limitée aux étages supérieurs, présente une étroite façade enduite et peinte en blanc.
La décoration en mosaïque est réservée à la partie commerciale du bâtiment, soulignant la séparation fonctionnelle entre celle-ci et la partie résidentielle. Laske reprend par ailleurs sur cette façade un principe de l'architecte Otto Wagner qui combine une structure strictement géométrique et un décor floral plus souple.
Le rez-de-chaussée est orné d'une vitrine en bois et en verre couronnée par un arc surbaissé, surmontée de la mention « Engel Apotheke » écrite en mosaïque dorée.
La vitrine est flanquée de deux anges en mosaïque dressés sur des socles en marbre de Laas ornés de motifs dorés. Ce décor en mosaïque Art nouveau a été conçu par Oskar Laske en référence à l'enseigne de la pharmacie et réalisée par Karl Enderer.
Ces anges, vêtus d'une robe bleu et or de style Sécession, dressent les bras au ciel et portent chacun une coupe d'où se dégagent des vapeurs qui se rejoignent au-dessus de la frise du premier étage. La tête de chaque ange est entourée d'une auréole en cuivre doré et un de ses bras est entouré d'un serpent d'Esculape, symbole de la médecine.
Le motif du serpent d'Esculape se retrouve dans la frise de fleurs et de feuillage de tournesol qui sépare les niveaux commerciaux des étages résidentiels, entre les fenêtres du premier et du deuxième étage.

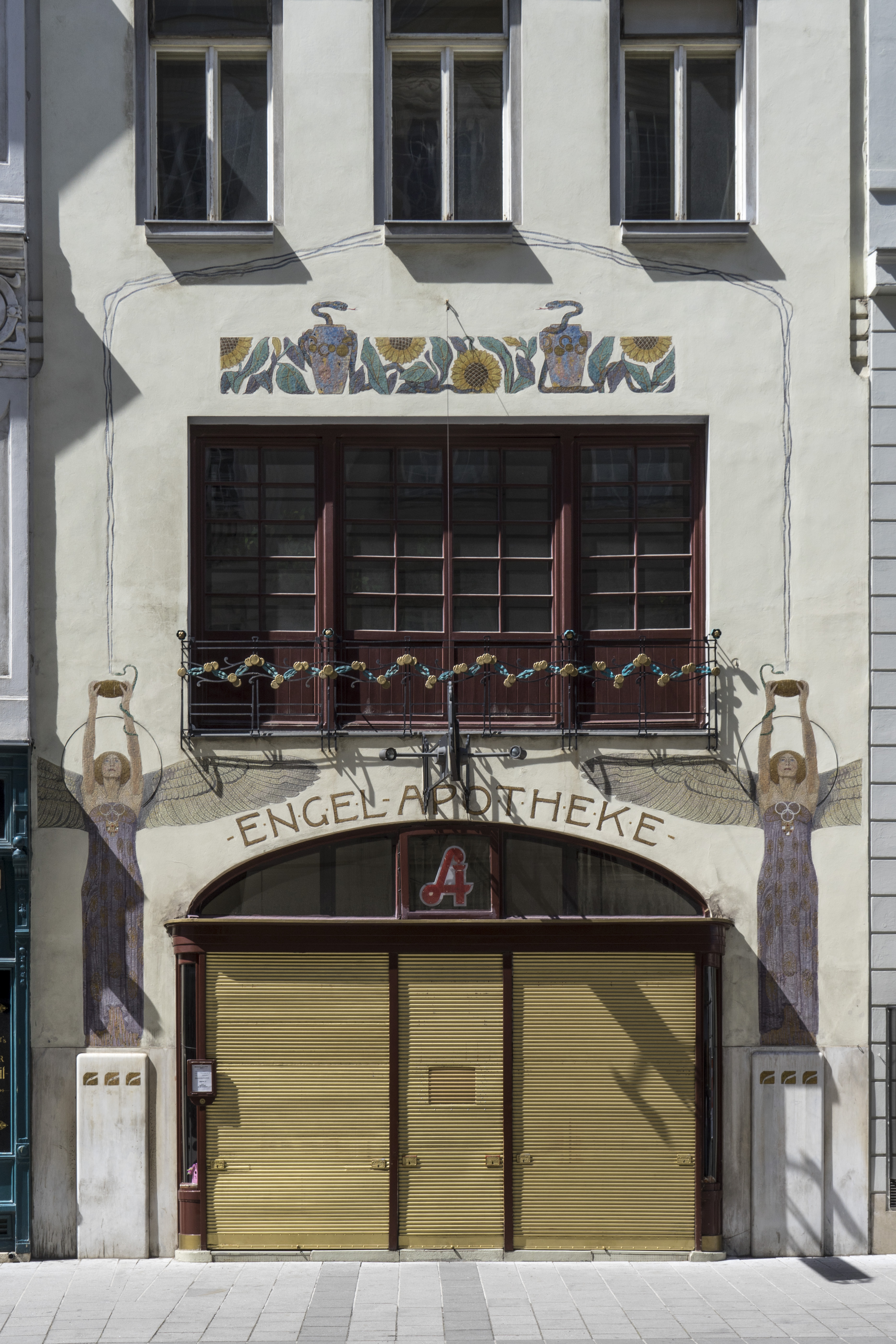
La façade.
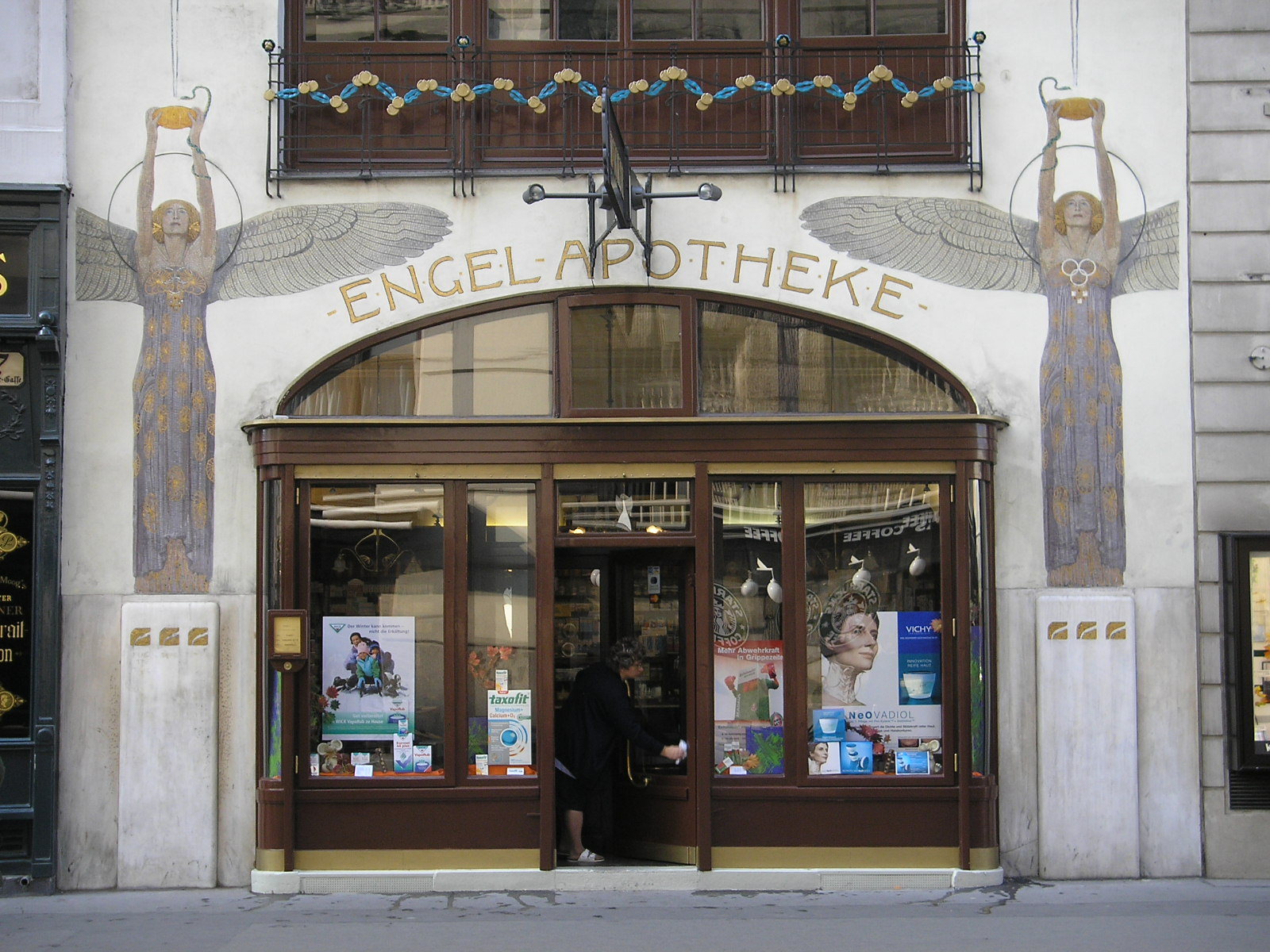
La vitrine flanquée de deux anges.
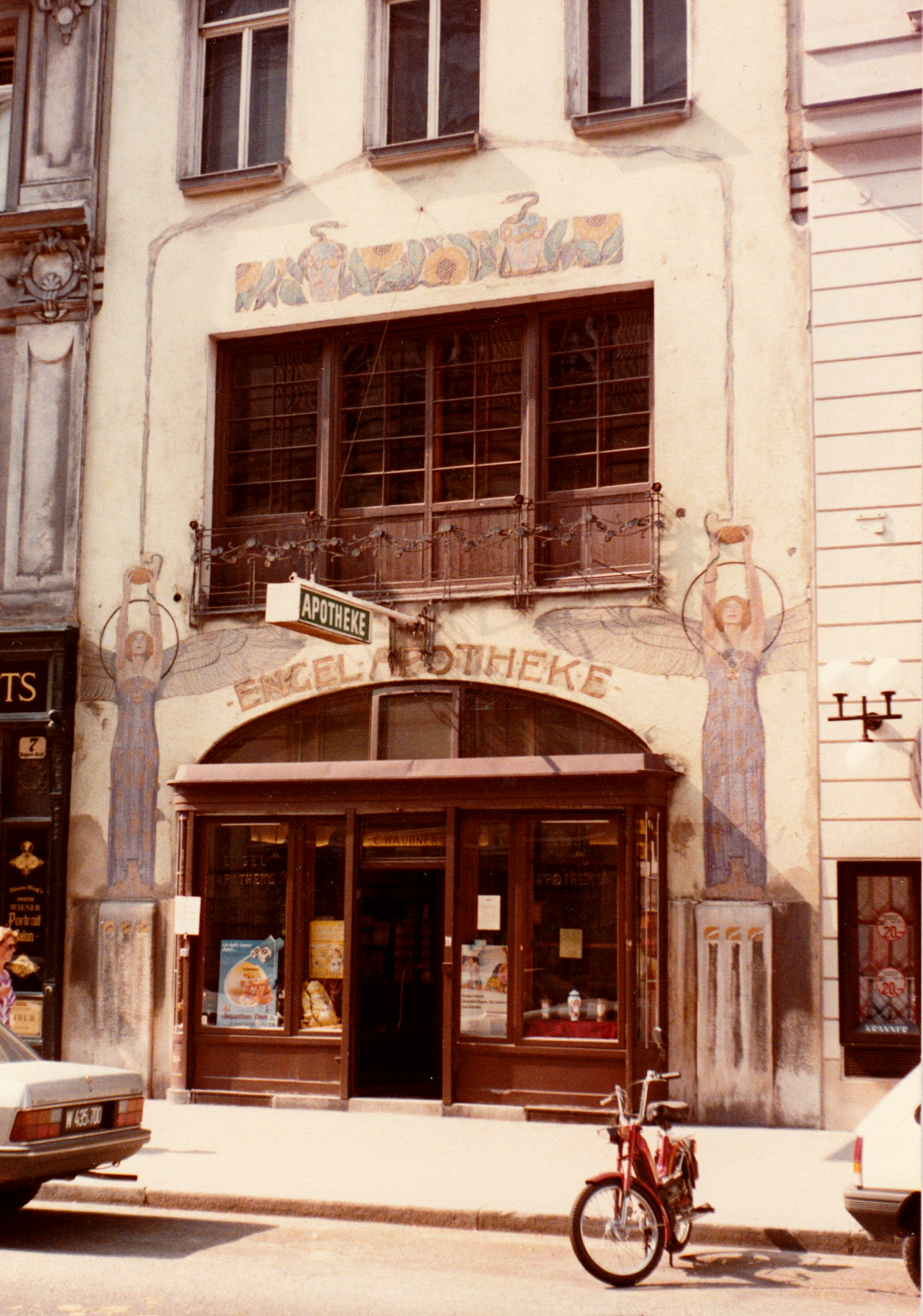
Les deux niveaux inférieurs de la pharmacie.